# Publikační zkreslení

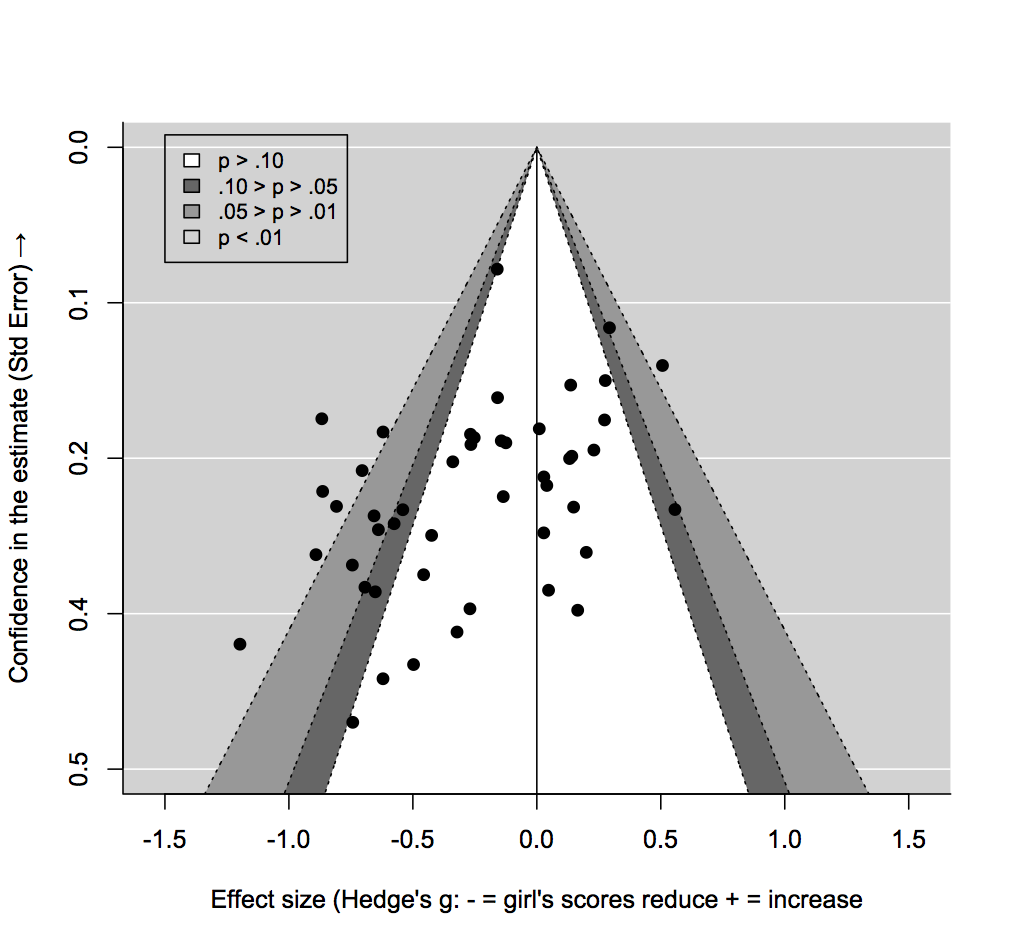
Metaanalýza stereotypu ukazující asymetrii typickou pro publikační zkreslení. Podle: Flore, P. C., & Wicherts, J. M. (2015)

Publikační zkreslení (anglicky publication bias) je typ zkreslení, které se vyskytuje v publikovaném akademickém výzkumu. Dochází k němu tehdy, když výsledek experimentu nebo výzkumné studie ovlivňuje rozhodnutí, zda ji publikovat nebo jinak šířit. Zveřejnění pouze těch výsledků, které vykazují významný nález, narušuje rovnováhu výsledků a vkládá předpojatost ve prospěch pozitivních výsledků. Studium publikačního zkreslení je důležitým tématem metavědy.
Studie s významným výsledkem mohou mít stejnou úroveň jako studie s nulovým výsledkem, pokud jde o kvalitu provedení a design, nicméně statisticky významné výsledky jsou třikrát častěji publikovány než práce s nulovým výsledkem, což má za následek, že výzkumní pracovníci jsou nepřiměřeně motivováni manipulovat se svými postupy, aby zajistili, že bude uveden statisticky významný výsledek.
K publikačnímu zkreslení přispívá více faktorů, například jakmile je vědecké zjištění dobře zavedené, může se stát, bývá trendem zveřejňovat spolehlivé práce, které nepodporují nulovou hypotézu. Bylo zjištěno, že nejčastějším důvodem nepublikování je prostě to, že výzkumníci odmítnou předložit výsledky, což vede ke zkreslení bez odezvy. Mezi faktory, které jsou uváděny jako základ tohoto efektu, patří předpoklad řešitelů, že museli udělat chybu, nepodpoření známého zjištění, ztráta zájmu o téma nebo očekávání, že ostatní nebudou mít zájem o nulové výsledky. Povaha těchto otázek a problémů, které byly vyvolány, byla označena jako 5 nemocí, které ohrožují vědu, mezi něž patří: 
„significosis, nepřiměřené zaměření na statisticky významné výsledky;
neophilia, nadměrné oceňování novinek;
theorrhea, mánie pro nové teorie;
arigorium, nedostatek rigoróznosti v teoretické a empirické práci; a konečně
disjunctivitis, sklon k produkci velkého množství nadbytečných, triviálních a nesouvislých prací“.
Pokusy o identifikaci nepublikovaných studií se často ukazují jako obtížné nebo neuspokojivé. Ve snaze bojovat s tímto problémem některé časopisy vyžadují, aby studie předkládané k publikaci byly předem registrovány (registrace studie před sběrem dat a analýzou) u organizací, jako je Center for Open Science.
Mezi další navrhované strategie k odhalení a kontrole publikační chyby patří analýza p-křivky a znevýhodňování malých a nerandomizovaných studií kvůli jejich prokazatelně vysoké náchylnosti k chybám a zkreslení.

## Definice
K publikačnímu zkreslení dochází tehdy, když zveřejnění výsledků výzkumu závisí nejen na kvalitě výzkumu, ale také na testované hypotéze a na významnosti a směru zjištěných účinků. O tomto tématu poprvé hovořil v roce 1959 statistik Theodore Sterling, aby označil oblasti, v nichž je pravděpodobnější, že bude publikován „úspěšný“ výzkum. Výsledkem je, že „literatura takového oboru se z podstatné části skládá z falešných závěrů vyplývajících z chyb prvního druhu ve statistických testech významnosti.“ V nejhorším případě by se falešné závěry mohly kanonizovat jako pravdivé, pokud je míra publikování negativních výsledků příliš nízká.
Publikační zkreslení se někdy nazývá efekt složky se soubory nebo problém složky se soubory. Tento termín naznačuje, že výsledky, které nepotvrzují hypotézy výzkumníků, se často nedostanou dál než do složek se soubory výzkumníků, což vede ke zkreslení publikovaného výzkumu. Termín „problém složky se spisy“ zavedl psycholog Robert Rosenthal v roce 1979.
K pozitivnímu zkreslení výsledků, jednomu z typů publikačního zkreslení, dochází tehdy, když autoři častěji předkládají nebo redaktoři častěji přijímají pozitivní výsledky než výsledky negativní nebo neprůkazné. K zkreslení vykazování výsledků dochází tehdy, když je měřeno a analyzováno více výsledků, ale vykazování těchto výsledků je závislé na síle a směru jeho výsledků. Obecný termín vytvořený pro popis těchto post-hoc rozhodnutí je HARKing ("Hypothesizing After the Results are Known").

## Důkaz
V biomedicíně existuje rozsáhlý meta-výzkum týkající se publikačního zkreslení. Výzkumníci sledující klinické studie od předložení jejich protokolů etickým komisím (nebo regulačním orgánům) až po zveřejnění jejich výsledků vypozorovali, že ty s pozitivními výsledky jsou publikovány častěji. Kromě toho studie často neuvádějí negativní výsledky, když jsou publikovány, jak ukázal výzkum srovnávající protokoly studií s publikovanými články.
Přítomnost publikačního zkreslení byla zkoumána v metaanalýzách. Největší taková analýza zkoumala přítomnost publikačního zkreslení v systematických přehledech léčebných postupů z Cochrane Library. Studie ukázala, že statisticky významné pozitivní nálezy jsou do metaanalýz účinnosti zahrnuty s o 27 % větší pravděpodobností než ostatní nálezy. Výsledky, které neprokázaly žádné nežádoucí účinky, mají o 78 % větší pravděpodobnost zařazení do studií bezpečnosti než statisticky významné výsledky, které nežádoucí účinky prokázaly. V metaanalýzách publikovaných ve významných lékařských časopisech byly nalezeny důkazy o publikačním zkreslení.

## Dopad na metaanalýzu
V případě publikačního zkreslení již publikované studie nepředstavují reprezentativní vzorek dostupných důkazů. Toto zkreslení zkresluje výsledky metaanalýz a systematických přehledů. Například medicína založená na důkazech se při hodnocení důkazů stále více spoléhá na metaanalýzu.
Metaanalýzy a systematické přehledy mohou zohlednit publikační zkreslení zahrnutím důkazů z nepublikovaných studií a šedé literatury. Přítomnost publikačního zkreslení lze také zkoumat sestrojením trychtýřového grafu, v němž je odhad uváděné velikosti účinku vynesen do grafu proti míře přesnosti nebo velikosti vzorku. Předpokladem je, že rozptyl bodů by měl odrážet trychtýřovitý tvar, což naznačuje, že vykazování velikosti účinku nesouvisí s jeho statistickou významností. Pokud malé studie převažují v jednom směru (obvykle ve směru větší velikosti účinku), dojde k asymetrii, což může svědčit o publikačním zkreslení.
Protože při interpretaci trychtýřových grafů existuje nevyhnutelná míra subjektivity, bylo navrženo několik testů pro detekci asymetrie trychtýřových grafů, které jsou často založeny na lineární regresi a mohou přijmout multiplikativní nebo aditivní parametr rozptylu, aby upravily přítomnost heterogenity mezi studiemi. Některé přístupy se mohou dokonce pokoušet kompenzovat (potenciální) přítomnost publikačního zkreslení, což je užitečné zejména pro zkoumání potenciálního dopadu na výsledky metaanalýzy.